# Tuszonka

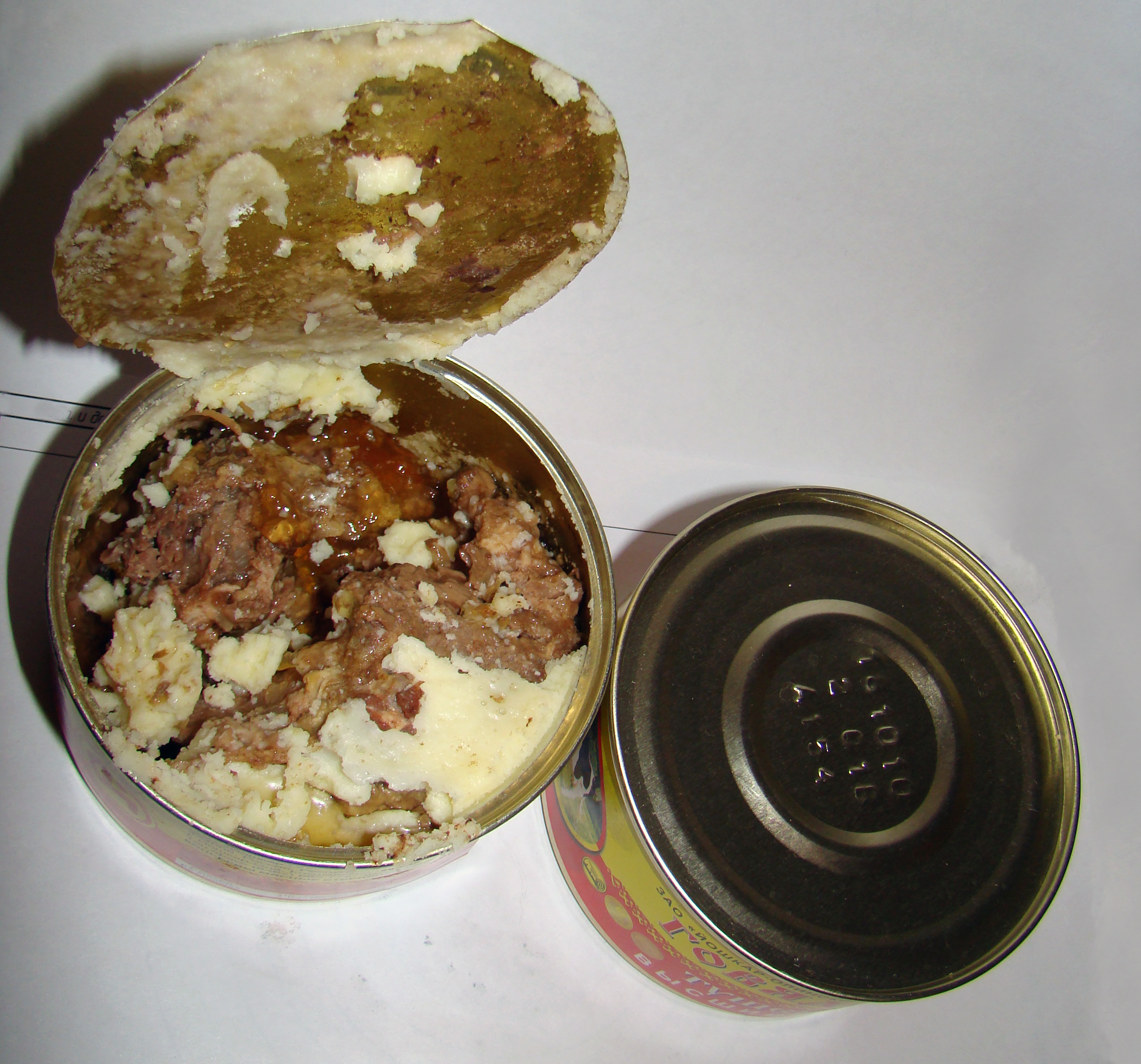
Puszka tuszonki wołowej

Tuszonka (ros. Тушёное мясо, Tuszonoje miaso (pol. Mięso duszone)) – konserwa mięsna ze sterylizowanego wieprzowego, lub wołowego mięsa duszonego we własnym sosie, która stanowiła podstawową rację żywnościową żołnierzy Armii Czerwonej w czasie II wojny światowej. Tuszonka jest gotowa do spożycia, ale może być też częścią innych potraw np. wymieszana z kaszą. Konserwa ta była produkowana w USA (zapasy rosyjskiej tuszonki zmagazynowane przed wojną w zachodnich rejonach kraju wpadły w większości w ręce Wehrmachtu) i dostarczana w ramach pomocy Lend-Lease udzielanej przez USA Związkowi Radzieckiemu. Po otrzymaniu przesyłek z klasycznymi amerykańskimi konserwami mięsnymi z przyprawami (Mielonka SPAM firmy Hormel Foods z Minnesoty) Rosjanie złożyli zamówienie na bardziej u nich znany produkt z mięsa wieprzowego w puszkach, rosyjską tuszonkę. Puszka zawierała jeden funt wieprzowiny, smalec i przyprawy. 
Oryginalna receptura opierała się na przepisie na konserwy mięsne, które były tradycyjnym produktem z Uralu, konserwowane w słoikach z solą i tłuszczem, a nie przez ciśnienie i ciepło. W ten sposób zamówiono tuszonkę w puszkach, która była produkowana masowo jako tradycyjne i znane jedzenie o smaku domowej kuchni, którą żołnierze mogli zabrać ze sobą na pole walki. Początkowo spożywali ją przede wszystkim żołnierze, ale powoli wchodziła do życia cywilnego i stała się ulubionym, wygodnym jedzeniem.
Po wojnie produkcję tuszonki przejęły radzieckie zakłady mięsne. Była tania w wykonaniu, logistyka jej przygotowania nie była skomplikowana, była łatwa w transporcie i poprawiała dietę przeciętnego obywatela kraju. Obecnie szereg zakładów mięsnych w Rosji produkuje konserwy z wieprzową mielonką o takiej nazwie. Dziś tuszonka służy jako szybki sposób na dodanie smacznego białka do różnych dań z makaronu i kaszy gryczanej. Można ją uznać za SPAM kultury słowiańskiej.